# مقلاع داوود
مقلاع داوود (بالعبرية: קלע דוד) منظومة دفاع جوي صاروخي إسرائيلية تنتجها شركة أنظمة رافائيل الدفاعية المتقدمة. دخلت الخدمة تجريبيا سنة 2015 بغرض احلالها محل منظومة إم آي إم-104 باتريوت ومنظومة إم آي إم-23 هوك. المنظومة مصممة لتقدر على اعتراض الصواريخ المقذوفة والجوالة.
يحتوي النظام على صاروخ اعتراضي سريع المناورة على مرحلتين، وفي مقدمته تم تركيب نظامين لتحديد الموقع والاستهداف - رادار وجهاز استشعار كهروضوئي. في عام 2006، فازت أنظمة رافائيل الدفاعية المتقدمة بمناقصة لتطوير نظام دفاع ضد الصواريخ للمدى المتوسط والطويل (40-300 كم). ومن أجل تمكين تمويل التطوير والتجهيز المستقبلي من صناديق المساعدات الأمريكية، تم إنشاء الشراكة مع شركة رايثيون الأمريكية. في بعض منشورات شركة Raytheon يُطلق على الصاروخ الاعتراضي اسم "Stunner".
أدى التهديد المتزايد للصواريخ والقذائف الصاروخية إلى تطوير العديد من أنظمة الدفاع ضد هذا التهديد. بالإضافة إلى نظام "مقلاع داوود" لاعتراض الصواريخ المتوسطة والبعيدة المدى، ونظام القبة الحديدية الذي يستخدم لاعتراض الصواريخ قصيرة المدى، ونظام "سهم 2" لاعتراض الصواريخ الباليستية، ونظام "سهم 3" بهدف اعتراض الصواريخ الباليستيةأثناء وجودها في الجو.
تتمثل المهمة الرئيسية لنظام مقلاع داوود في التصدي للصواريخ التي في أيدي حزب الله، وفي المستقبل أيضًا على الصواريخ الأكبر التي تجهزها منظمة حماس. وفقًا للتقديرات الاستخباراتية، يمتلك حزب الله عشرات الآلاف من الصواريخ، بعضها يمكن أن يصل إلى غوش دان. خلال حرب لبنان الثانية، سقطت العديد من الصواريخ في نطاق الاعتراض لنظام مقلاع داوود. ومن المتوقع أن توفر منظومة "مقلاع داود" مع منظومات الشعاع الحديدي(ماجين أور)، و"القبة الحديدية" و"حيتس 2" و"حيتس 3" أقصى قدر من الدفاع الجوي ضد تهديد الصواريخ وذلك وفقًا لخطة الدفاع متعدد الطبقات التي تنتهجها إسرائيل. وبالإضافة إلى دور الدفاع ضد الصواريخ والقذائف، حل نظام "مقلاع داوود" أيضًا محل الصواريخ المضادة للطائرات وإم آي إم-23 هوك وستينغر، ووفقًا للمطورين، فإن نظام مقلاع داوود سيكون قادرًا أيضًا على اعتراض الصواريخ الجوالة، حيث أنها تمتلك قدرة مناورة اعتراضية سريعة جدًا، مما يسمح لها بتدمير الهدف بضربة مباشرة، وليس فقط عن طريق انفجار قريب منه.
وفي عام 2016، تم إنشاء أول كتيبة تشغيلية في نظام الدفاع الجوي التابع لسلاح الجو الإسرائيلي كي تعمل على تشغيل هذا النِّظام، وقد سُمِّيَت بالكتيبة 66.
وفي تموز/يوليو 2018، تم تنفيذ أول إطلاق عملياتي عندما أُطلِقَ صاروخان اعتراضيان باتجاه الصواريخ التي أُطلِقَت باتجاه إسرائيل من سوريا، والتي قدر النظام بالخطأ أنها سوف تسقط في الأراضي الإسرائيلية. في 10 مايو 2023، وفي إطار عملية الدرع والسهم، قام النظام لأول مرة باعتراض عملياتي ناجح لصاروخ تم إطلاقه من قطاع غزة وتم اعتراضه قبل أن يسقط في غوش دان.

## مبنى المنظومة
تتكون المنظومة من ثلاثة عناصر رئيسية:
- الصاروخ الاعتراضي المقذوف –من تصنيع شركة رافائيل– أنظمة رافائيل الدفاعية المتقدمة.
- الرادار–قامت بتطويره شركة إلتا سيستمز، وهي شركة تابعة لشركة صناعات الطيران الإسرائيلية.
- منظومة القيادة والسيطرة "شاكيد زهاف" - من تطوير إلبيط من مجموعة إلبيت سيستمز.